# Ордубадский район
Ордуба́дский райо́н (азерб. Ordubad rayonu) — район в составе Нахичеванской Автономной Республики Азербайджана. Административный центр — город Ордубад.

## История
Впервые название района упоминается в источниках, датирующихся V веком.
В начале XVIII века территория нынешнего Ордубадского района являлась частью Сефевидской империи (1501—1736). В 1724 году данная территория находилась в подчинении Османской империи, затем — Надир шаха Афшара.
Название «Ордубад» упоминается в письменных источниках XIX—XX веков, в частности, в записях и произведениях И. Шопена, А. Петзольда, А. Дюма и т. д.
Oрдубадский район был образован 8 августа 1930 года.
4 января 1963 года район был упразднён и включён в состав Джульфинского района.
Восстановлен 6 января 1965 года.

## Этимология
Название «Ордубад» тюрко-персидского происхождения и означает «город армии» (от тюркского «орду» (армия) и персидского бад (город)), что говорит о том, что город был основан во времена правления монголов или более поздней династии Ильханидов.

## География
Ордубадский район расположен на одной из приаразских равнин — Ордубадской равнине. Площадь района составляет 978,99 км2.
Район на юге граничит с Ираном, на севере и востоке — с Арменией, на западе с Джульфинским районом.
Рельеф района в основном горный, малая часть — предгорная, 5-6 % — низменная.
На территории Ордубадского района преобладает семиаридный климат. Средняя температура воздуха — 13,3 °C. Ежегодно выпадает 303 мм осадков.
Обладает богатой флорой и фауной.
На территории района имеются залежи золота (Пьязбаши, Агюрд), меди и молибдена (Диахчай, Мисдаг, Яшыллыг, Гёйхунудур, Шекердара), полиметаллов (Насирваз), андалузита (Парагачай).

## Население
Численность населения района в 1959 году (чел):
|                   | Всего  | азербайджанцы | армяне | лезгины | грузины | русские | евреи |
| Ордубадский район | 21 351 | 18 743        | 2 314  | 2       | 3       | 214     | 1     |
| г. Ордубад        | 7 540  | 7 045         | 279    | 2       | 3       | 157     | -     |
| Сёла              | 13 811 | 11 698        | 2 035  | -       | -       | 57      | 1     |

На 2020 год численность населения составила 50 200 чел.
На 1 января 2022 года численность населения составила 50 348 чел. Плотность населения — 51 человек на 1 км2.

## Административно-территориальное деление
В состав Ордубадского района входят 1 город, 3 посёлка, 43 села.
- посёлок Агдере
- село Десте[10]

## Экономика
Основными занятиями населения являются выращивание сельскохозяйственных культур, животноводство (птицеводство), виноградарство, изготовление ковров.
На 2015 год функционировало более 21 промышленных предприятий.

## Достопримечательности
В Ордубадском районе имеются следующие памятники истории и архитектуры:
- каменные фигуры баранов,

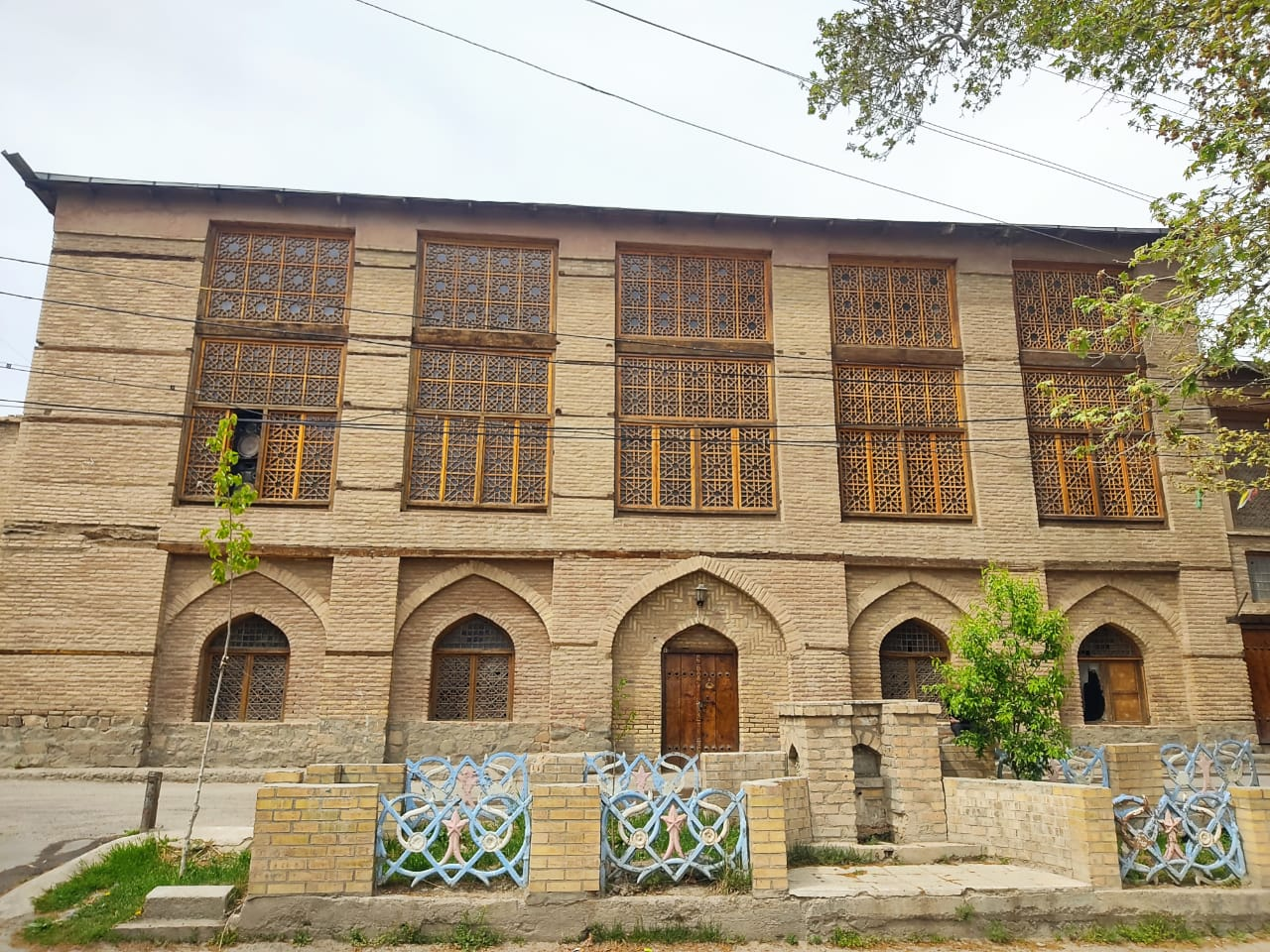
Мечеть Саршахар

- остатки древних поселений, датирующихся II—I тысячелетиями до нашей эры в селе Сабир,
- руины Гилянского города у села Аза,
- здания эпохи средневековья в селениях Килит, Велавер, Айлис, Аза, Котам, Билев, Вананд;
- руины Анабадского города,
- башня Шахтахты у села Андемидж,
- мечети, построенные в XIX веке,
- мавзолей XIV века в селе Дер,
- мост 1826 года у селения Аза,
- руины бани XIV века в селении Дер
- петроглифы, датирующиеся III—II тысячелетиями до нашей эры на горе Гямигая в 60 км от города Ордубад.[4][13]
- мечеть Дилбер[14]
- мечеть Саршахар
- кяриз «Гаджи Фаттах» с памятниками «сорок ступенек»[15]

21 февраля 2024 года территория Ордубадского историко-архитектурного заповедника объявлена государственным историко-культурным заповедником «Ордубад».

## Известные уроженцы
- Абульфа́з Эльчибе́й — второй президент Азербайджана.
- Гусейн Рази — азербайджанский поэт, драматург, общественный деятель.
- Кязим Джафар оглы Зия — азербайджанский и советский актёр.
- Маме́д Саи́д Ордубади — азербайджанский советский писатель, заслуженный деятель искусств Азербайджанской ССР (1938).
- Давуд Ордубадлы [Давуд Рзагулу оглы Вагабов] — азербайджанский советский поэт, член Союза писателей СССР и Союза писателей Азербайджана, заслуженный деятель культуры АР (1990).
- Музаффар Абуталыбов — азербайджанский ботаник. Доктор биологических наук, академик АН Азербайджанской ССР.
- Муса Рустамов — азербайджанский учёный.
- Сабит Керимов — азербайджанский учёный.
- Сергей Бегля́ров — один из первых живописцев Туркмении, заслуженный деятель искусств Туркменской ССР.
- Таги Сидги — азербайджанский поэт, журналист, педагог, публицист.
- Фархад Зейналов — тюрколог, доктор филологических наук (1966), профессор (1968).
- Юсиф Мамедалиев — азербайджанский советский химик, академик АН Азербайджанской ССР.